# Kama‘ehuakanaloa
Kama‘ehuakanaloa (do 2021 Lōʻihi) – czynny podwodny wulkan, położony około 35 km od południowo-wschodniego wybrzeża wyspy Hawaiʻi. Szczyt tej góry znajduje się około 975 m poniżej poziomu morza. Leży ona na zboczu Mauna Loa, jednego z największych wulkanów tarczowych na Ziemi.
Kama‘ehuakanaloa to najmłodszy wulkan w Grzbiecie Hawajsko-Cesarskim, łańcuchu wulkanów, który rozciąga się na długości 5800 km na północny zachód od niego. W przeciwieństwie do większości aktywnych wulkanów na Oceanie Spokojnym, które wyrosły przy aktywnych granicach płyt tworzących pacyficzny pierścień ognia, wulkany Grzbietu Hawajsko-Cesarskiego powstały nad plamą gorąca Hawajów, daleko od najbliższej granicy płyt tektonicznych. Będąc najmłodszym wulkanem tego grzbietu, Kama‘ehuakanaloa jako jedyny z wulkanów hawajskich jest na tak wczesnym etapie rozwoju, że jeszcze nie wynurzył się nad poziom oceanu.
Kama‘ehuakanaloa zaczął kształtować się około 400 tysięcy lat temu i przewiduje się, że zacznie się wynurzać za 10–100 tysięcy lat. Szczyt wulkanu wznosi się ponad 3000 m nad dnem oceanu. Na górze tej znajdują się liczne kominy hydrotermalne, wokół których żyją zróżnicowane społeczności mikroorganizmów.
Latem 1996 roku na Kama‘ehuakanaloa zarejestrowano rój 4070 wstrząsów sejsmicznych. Seria ta obejmowała więcej trzęsień ziemi niż jakakolwiek inna w odnotowanej historii Hawajów. Wstrząsy zmieniły 10 do 13 km² szczytu góry. Jeden obszar aktywności hydrotermalnej, tzw. Pele’s Vents (Kominy Pele), zapadł się i został przemianowany na Pele’s Pit (Dziurę Pele). Wulkan pozostaje stosunkowo aktywny od 1996 i znajduje się pod obserwacją Narodowej Administracji Oceanu i Atmosfery (NOAA) i amerykańskiej służby geologicznej. Podwodne Obserwatorium Geologiczne Hawajów (Hawaii Undersea Geological Observatory, HUGO) od 1997 do 2002 roku dostarczało w czasie rzeczywistym informacji o Kama‘ehuakanaloa. Wulkan ostatni raz wybuchł w 1996 roku, przed wystąpieniem roju wstrząsów.

## Nazwa
Wulkan nosi obecnie nazwę Kama‘ehuakanaloa, wywodzącą się z tradycji Hawajczyków. W hawajskich pieśniach znajdują się wzmianki o Kama‘ehu a Kanaloa, „czerwonym, żarzącym się dziecku Kanaloa” (boga oceanu w wierzeniach rdzennych Hawajczyków), co oznacza podwodny wulkan.
Od 1955 do 2021 roku góra była znana pod nazwą Lōʻihi, czyli „długa”. Geolog Kenneth O. Emery opisał ją naukowo na podstawie sondowań dna morskiego i zwrócił uwagę na jej wydłużony, wąski profil. Badacze kultury hawajskiej, których poprosił o radę dotyczącą nazwy, nie mieli wówczas tak dobrego dostępu do źródeł, jak w XXI wieku i zaproponowali hawajskie słowo opisujące jej kształt.

## Charakterystyka

### Geologia

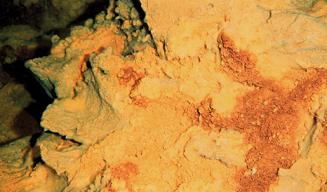
Lawa pokryta nalotem tlenków żelaza na zboczu Kama‘ehuakanaloa

Kama‘ehuakanaloa to góra podwodna pochodzenia wulkanicznego, znajdująca się na zboczu Mauna Loa, jednego z największych wulkanów tarczowych na Ziemi. Jest to najmłodszy wulkan powstały nad plamą gorąca Hawajów, położony najdalej na południowy wschód w obrębie Grzbietu Hawajskiego. Odległość między starszym szczytem Mauna Loa a Kama‘ehuakanaloa to około 80 km. Na szczycie Kama‘ehuakanaloa znajduje kaldera o wymiarach 2,8 × 3,7 km, z trzema kraterami zapadliskowymi w południowej części. Na północ od szczytu rozciąga się długa na 11 km strefa ryftowa, podobnie na południe-południowy wschód od szczytu rozciąga się druga taka strefa o długości 19 km.
Kratery noszą nazwy West Pit, East Pit i Pele’s Pit. Ostatni z nich jest najmłodszy i znajduje się w południowej części szczytu. Jego ściany mają wysokość 200 m; krater powstał w lipcu 1996, kiedy zapadło się pole kominów hydrotermalnych Pele’s Vents. Ściany krateru mają średnio 20 m grubości, nietypowo dużo jak na kratery hawajskich wulkanów, co sugeruje, że komorę tworzącą dziś Pele’s Pit w przeszłości wielokrotnie napełniała lawa.

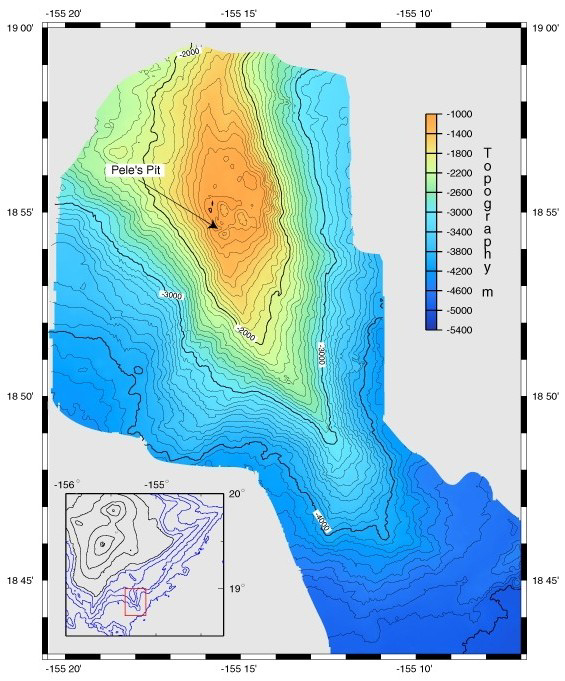
Mapa batymetryczna Kama‘ehuakanaloa; strzałka wskazuje Pele’s Pit

Rozciągające się z północy na południe strefy ryftowe nadają Kama‘ehuakanaloa wydłużony kształt, któremu góra zawdzięczała pierwotną nazwę (Lōʻihi po hawajsku oznacza „długa”). Północna strefa ryftowa składa się z dłuższej zachodniej i krótszej wschodniej części. Obserwacje pokazują, że zarówno północna, jak i południowa strefa ryftowa nie mają pokrywy osadowej, co świadczy o ich niedawnej aktywności. Wybrzuszenie w zachodniej części północnej strefy ryftowej zawiera trzy stożkowate wzniesienia o wysokości 60–80 m.
Do 1970 roku sądzono, że Kama‘ehuakanaloa jest wygasłym wulkanem, który znalazł się w obecnym położeniu wskutek ekspansji dna oceanicznego. Dno oceanu wokół Hawaiʻi ma 80–100 milionów lat i powstało w Grzbiecie Wschodniopacyficznym, w którym nowa skorupa oceaniczna tworzy się z magmy pochodzącej z roztopionych skał płaszcza. W miarę tworzenia nowej skorupy, ta wcześniej powstała oddala się od grzbietu. W ciągu 80–100 milionów lat oddaliła się od miejsca powstania o 6000 km na zachód, unosząc ze sobą góry podwodne. Kiedy naukowcy zbadali serię trzęsień ziemi w pobliżu Hawaiʻi w 1970 roku, okazało się, że Kama‘ehuakanaloa jest aktywnym wulkanem Grzbietu Hawajskiego.

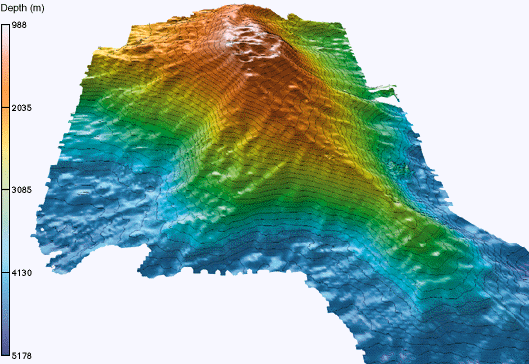
Ukształtowanie góry

Stoki Kama‘ehuakanaloa mają nachylenie około pięciu stopni. Jej podstawa na zboczu Mauna Loa od strony północnej znajduje się 1900 m poniżej poziomu morza, ale od strony południowej znacznie głębiej, 4755 m p.p.m. W związku z tym szczyt znajduje się 931 m nad dnem morskim po stronie północnej, ale 3786 m od podstawy po stronie południowej.
Kama‘ehuakanaloa podąża ścieżką rozwoju, która jest charakterystyczna dla wszystkich wulkanów Hawajów. Skład law dostarcza dowodów geochemicznych, że góra znajduje się na etapie przejściowym poprzedzającym stadium wulkanu tarczowego, dzięki czemu dostarcza cennych informacji o rozwoju hawajskich wulkanów. We wczesnym stadium hawajskie wulkany mają strome stoki i niski poziom aktywności, a wydostaje się z nich alkaliczna lawa bazaltowa. Przewiduje się, że na skutek dalszej aktywności wulkanicznej szczyt Kama‘ehuakanaloa stanie się wyspą. Wzrost wulkanu zdestabilizował jego zbocza i na górze tej częste są osuwiska, szczególnie u podstawy stromego południowo-wschodniego stoku. Podobne osady innych hawajskich wulkanów świadczą, że osuwiska są ważnym elementem wczesnego stadium rozwoju tych gór. Ocenia się, że szczyt Kama‘ehuakanaloa przebije powierzchnię Pacyfiku za 10 do 100 tysięcy lat.

### Wiek i wzrost

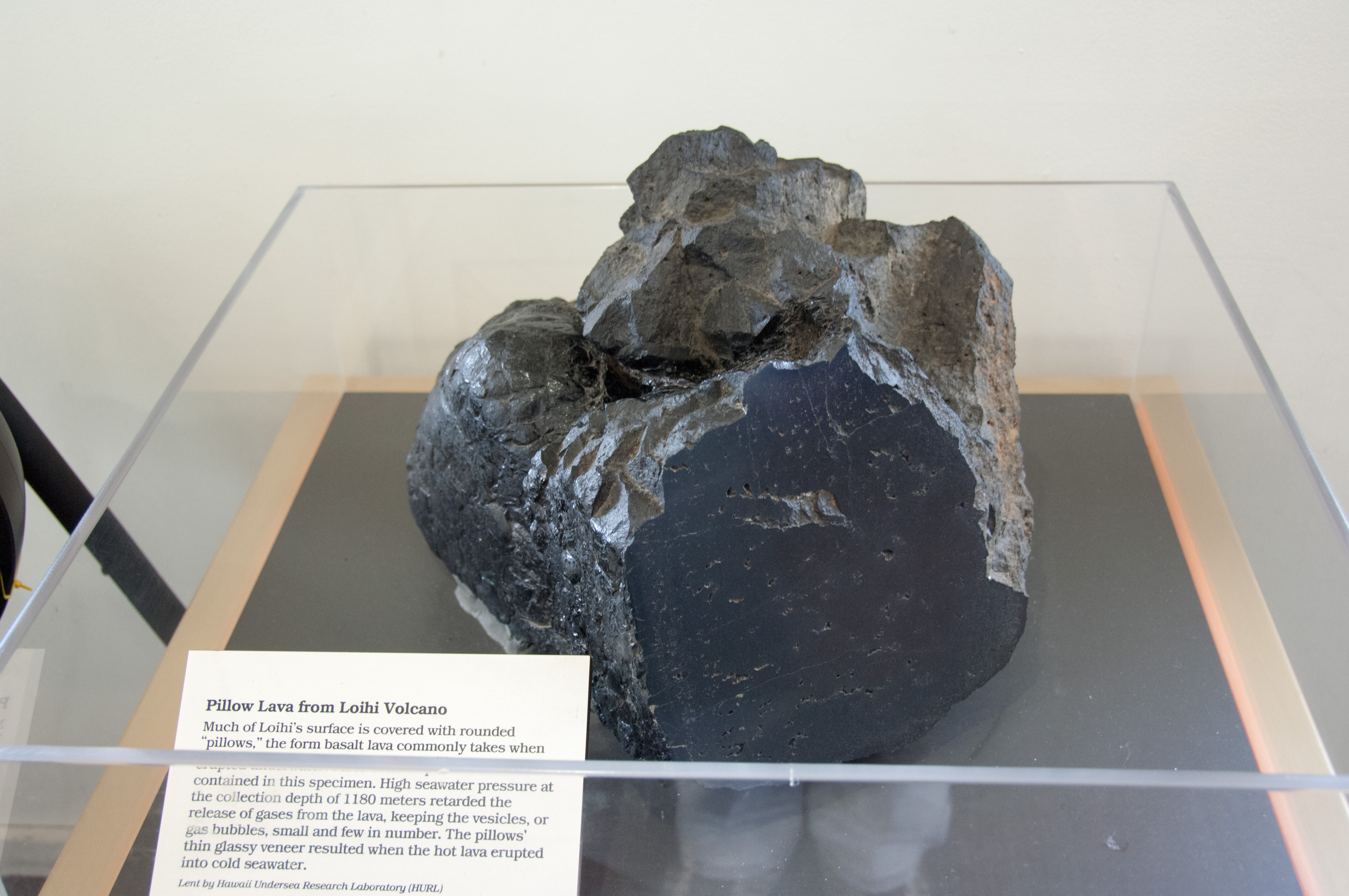
Próbka lawy poduszkowej z Kama‘ehuakanaloa, wydobyta z głębokości 1180 metrów

Do określenia wieku próbek skał z Kama‘ehuakanaloa zostało wykorzystane datowanie izotopowe. Hawajskie Centrum Wulkanologii badało próbki pobrane przez różne wyprawy, w szczególności z 1978 roku, która dostarczyła 17 próbek. Większość próbek okazała się niedawnego pochodzenia; najstarsze mają około 300 tys. lat. Po wstrząsach z 1996 roku zebrano także świeżą brekcję. Na podstawie zebranych próbek, naukowcy oceniają wiek Kama‘ehuakanaloa na około 400 tys. lat. Skały przyrastają średnio o 3,5 mm na rok w pobliżu podstawy i o 7,8 mm w pobliżu szczytu. Jeśli modele opracowane dla innych wulkanów, takich jak Kīlauea, są właściwe dla Kama‘ehuakanaloa, to 40% masy wulkanu powstało w ciągu ostatnich 100 tys. lat. Zakładając liniowy wzrost, Kama‘ehuakanaloa miałby 250 tys. lat. Jednak w przypadku każdego wulkanu związanego z plamą gorąca, poziom aktywności rośnie z wiekiem; w związku z tym trzeba co najmniej 400 tys. lat, aby wulkan osiągnął masę taką jak Kama‘ehuakanaloa. Jako że hawajskie wulkany przesuwają się na północny zachód z prędkością około 10 cm/rok, w chwili pierwszej erupcji krater Kama‘ehuakanaloa znajdował się 40 km na południowy wschód od aktualnej pozycji wulkanu.

## Aktywność
| Najważniejsze wydarzenia | |
| Rok | Opis |
| 1996 | Erupcja rozpoczęła się około 25 lutego (z dokładnością 30 dni) i trwała do 9 sierpnia. W lecie towarzyszył jej duży rój wstrząsów.                    |
| 1991 | Obserwatorium sejsmiczne umieszczone na górze, aby śledzić ostatni rój wstrząsów, zebrało dowody subsydencji, przypuszczalnie z powodu odpływu magmy. |
| 1986 | Możliwa erupcja 20 września (jednodniowa). |
| 1984–85 | Dziewięć zdarzeń o magnitudzie od 3,0 do 4,2 w okresie od 11 listopada 1984 roku do 21 stycznia 1985. Erupcja możliwa, ale niepewna.                  |
| 1975 | Silny rój wstrząsów od 24 sierpnia do listopada. |
| 1971–72 | Możliwa erupcja od 17 września 1971 roku do września 1972 roku.                                                                                       |
| 1952 | Rój wstrząsów sejsmicznych, który dowiódł aktywności Kama‘ehuakanaloa, wcześniej uważanej za wulkan wygasły.                                          |
| 50 p.n.e. ± 1000 | Potwierdzona erupcja. |
| 5050 p.n.e. ± 1000 | Potwierdzona erupcja. |
| 7050 p.n.e. ± 1000 | Potwierdzona erupcja, najprawdopodobniej, na wschodnim zboczu.                                                                                        |
| Tabela wymienia tylko możliwe erupcje i duże zdarzenia sejsmiczne. Roje wstrząsów na Kama‘ehuakanaloa występują także co około pół roku. | |

Kama‘ehuakanaloa to młody i bardzo aktywny wulkan, choć mniej aktywny niż sąsiednia Kīlauea. W ciągu ostatnich kilku dekad wystąpiło kilka rojów wstrząsów sejsmicznych, które powiązano z nim; największe z nich wymienia tabela poniżej. Naukowe badania aktywności wulkanu rozpoczęto w 1959 roku, ale wiadomo, że wulkan był aktywny także wcześniej. Wstrząsy sejsmiczne zazwyczaj trwają mniej niż dwa dni; dwoma wyjątkami są trzęsienia ziemi z przełomu 1991 i 1992 roku, które trwało kilka miesięcy, i z 1996 roku, które było krótsze, ale o wiele silniejsze. Oba trzęsienia ziemi rozpoczęły się od wstrząsów na stoku, które stopniowo przeniosły się na szczyt. Wydarzenie z 1996 roku było bezpośrednio zbadane przez autonomiczną stację sejsmiczną na dnie oceanu, co pozwoliło wyznaczyć głębokość trzęsienia ziemi na 6–8 km poniżej szczytu, blisko położenia płytkiej komory magmowej Kama‘ehuakanaloa. Dowodzi to, że aktywność sejsmiczna tej góry podmorskiej ma pochodzenie wulkaniczne.

### Rój wstrząsów z 1996
W dotychczasowej historii badań największym przejawem aktywności Kama‘ehuakanaloa był rój 4070 wstrząsów sejsmicznych, które wystąpiły między 16 lipca a 9 sierpnia 1996. Była to najliczniejsza i najintensywniejsza seria zarejestrowanych trzęsień ziemi wśród hawajskich wulkanów. Magnituda momentu sejsmicznego większości wstrząsów była mniejsza niż 3,0, lecz kilkaset miało większą magnitudę, w tym ponad 40 wstrząsów było silniejszych niż 4,0, aż do 5,0.
Ostatnie dwa tygodnie trwania tego roju wstrząsów były obserwowane przez wyprawę naukowców z Uniwersytetu Hawajskiego, sfinansowaną przez National Science Foundation, pod kierownictwem Fredericka Duennebiera. Wyniki ich prac stały się podwaliną dla wielu następnych wypraw. Kolejne wyprawy na Kama‘ehuakanaloa wykorzystywały także załogowe batyskafy, które dokonały serii zanurzeń w sierpniu i wrześniu. Wyniki ekspedycji uzupełniały badania dokonane z lądu. Próbki skał zebranych podczas ekspedycji wykazały, że przed rojem wstrząsów doszło do erupcji wulkanu.
Po nurkowaniach batyskafu w sierpniu 1996, we wrześniu i październiku miały miejsce badania sfinansowane przez NOAA. Wykazały one, że południowa część szczytu Kama‘ehuakanaloa zapadła się na skutek wstrząsów i odpływu magmy z wulkanu. Utworzył się krater zapadliskowy o średnicy 1 km i głębokości 300 m. Zdarzenie to przemieściło 100 milionów metrów sześciennych materiału wulkanicznego. Zmienił się obszar szczytu o powierzchni od 10 do 13 km², na obrzeżu nowego krateru znajdują się liczne bloki lawy poduszkowej o rozmiarze autobusu. Obszar aktywności hydrotermalnej Pele’s Vents od strony południowej, które wcześniej był uważany za stabilny, został całkowicie zniszczony i pozostawił po sobie zapadlisko, przemianowane na Pele’s Pits. Silne prądy sprawiają, że nurkowanie w tym regionie jest niebezpieczne.
W trakcie badań naukowcy ciągle napotykali unoszące się z wulkanu siarczki i siarczany. Zawalenie się Pele’s Vents spowodowało wyzwolenie ogromnych ilości substancji hydrotermalnych. Obecność niektórych znacznikowych minerałów w mieszaninie wskazywała, że temperatura przekraczała 250 °C, co jest rekordem dla podwodnego wulkanu. Skład wyzwolonej materii przypominał tę wydostającą się z kominów hydrotermalnych spotykanych wzdłuż grzbietów śródoceanicznych, tak zwanych black smokers. Z kolei próbki pobrane ze struktur zbudowanych przez normalny wypływ płynów hydrotermalnych przypominały bardziej tzw. white smokers, inny typ kominów hydrotermalnych.
Badania wykazały, że obszar najbardziej aktywny pod względem wulkanicznym i hydrotermalnym  był umiejscowiony wzdłuż południowej strefy ryftowej. Nurkowania na mniej aktywnej części północnej ukazały, że obszar ten był bardziej stabilny i wysokie kolumny lawy wciąż stały pionowo. Zlokalizowano nowe pole kominów hydrotermalnych (Naha Vents) w górnej części południowej strefy ryftowej, na głębokości 1325 m.

### Niedawna aktywność
Od 1996 roku Kama‘ehuakanaloa pozostaje generalnie spokojny; od 2002 do 2004 roku nie zarejestrowano żadnych śladów aktywności. W 2005 roku góra ponownie się ożywiła, generując silniejsze trzęsienie ziemi, niż jakikolwiek wcześniej zarejestrowane. System USGS-ANSS (Advanced National Seismic System, Zaawansowany narodowy system sejsmiczny) poinformował o dwóch wstrząsach o magnitudzie 5,1 i 5,4, które wystąpiły 13 maja i 17 lipca. Oba pochodziły z głębokości 44 km. 23 kwietnia zarejestrowano trzęsienie ziemi o sile 4,3 z ogniskiem na głębokości około 33 km. Między 7 grudnia 2005 i 18 stycznia 2006 roku wystąpił rój około 100 wstrząsów o magnitudzie dochodzącej do 4, o ogniskach na głębokości od 12 do 28 km. Później wystąpiło jeszcze jedno trzęsienie ziemi o sile 4,7, z epicentrum mniej więcej w połowie drogi między Kama‘ehuakanaloa i Pāhala (na południowym wybrzeżu wyspy Hawaiʻi).

## Badania

### Wczesne prace
Góra podwodna Kama‘ehuakanaloa po raz pierwszy pojawiła się na mapie batymetrycznej 4115 sporządzonej przez United States Coast and Geodetic Survey (USC&GS) w 1940 roku. W tym czasie nie zwrócono na nią większej uwagi, uznając za jedną z wielu gór podmorskich w tym rejonie dna oceanu. Dopiero silny rój wstrząsów sejsmicznych z 1952 roku zwrócił na nią uwagę badaczy. Geolog A. Gordon MacDonald zasugerował, że góra ta w rzeczywistości jest czynnym podwodnym wulkanem tarczowym, podobnym do dwóch czynnych wulkanów na Hawajach, Mauna Loa i Kīlauea. Hipoteza MacDonalda umieszczała Kama‘ehuakanaloa w grupie wulkanów stworzonych przez hawajską plamę gorąca, jako najmłodszy element  Grzbietu Hawajskiego. Jednak ze względu na koncentrację wstrząsów na osi wschód-zachód i niezarejestrowanie charakterystycznego dla wulkanów drżenia przez sejsmometry, odległe od tej góry, MacDonald przypisał wstrząsy ruchowi wzdłuż uskoku, a nie erupcji wulkanu.

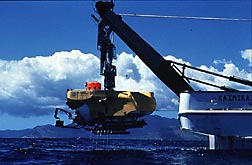
R/V Kaʻimikai-o-Kanaloa uruchamia zdalnie sterowanego robota Pisces V. Statek ten jest jednostką wsparcia dla Hawaiʻi Undersea Research Laboratory

Pomimo podejrzeń geologów, że góra ta jest czynnym wulkanem, wobec braku dowodów hipoteza ta pozostawała spekulacją. Po zdarzeniu z 1952 roku zainteresowanie spadło i na mapach batymetrycznych był często błędnie oznaczany jako „stary utwór wulkaniczny”. Góra po raz pierwszy została nazwana w pracy geologa Kennetha O. Emery’ego, który w 1955 roku opisał jej podłużny i wąski kształt hawajskim słowem Loihi, oznaczającym „długa”. Ekspedycja z 1978 roku badała intensywne, powtarzające się wstrząsy sejsmiczne na i wokół Kama‘ehuakanaloa. Zebrane dane stały w sprzeczności z obrazem starego, wygasłego wulkanu, wskazując na geologicznie młody wiek i możliwą aktywność. Obserwacje wykazały obecność starych i młodych potoków lawy, oraz erupcje płynów hydrotermalnych.
W 1978 roku statek badawczy USGS zebrał próbki skał i sfotografował Kama‘ehuakanaloa w celu zweryfikowania, czy góra może być czynnym wulkanem. Analiza zdjęć i pobranych próbek lawy poduszkowej wskazywała, że materiał był „świeży”, co dawało więcej dowodów na aktywność góry. Od października 1980 do lutego 1981 zebrano więcej próbek i zdjęć, wzmacniających argumenty za aktywnością. Badania wykazały, że erupcje miały miejsce w południowej części ryftu. Obszar ten znajduje się najbliżej plamy gorąca Hawajów, która dostarcza magmę Kama‘ehuakanaloa. Po zdarzeniu z 1986 na wulkanie zainstalowano na miesiąc sieć pięciu stacji sejsmicznych. Częsta aktywność sejsmiczna czyni Kama‘ehuakanaloa idealnym miejscem do badań tego typu. W 1987 roku do badań tej góry wykorzystano batyskaf Alvin. W 1991 roku zainstalowano jeszcze inną stację sejsmiczną, aby śledzić roje wstrząsów.

### Po 1996 roku
Większość współczesnej wiedzy o Kama‘ehuakanaloa ma swój początek w badaniach jakie nastąpiły po erupcji z 1996 roku. Niemal natychmiast po tym, jak zarejestrowano aktywność sejsmiczną odbyły się pierwsze zanurzenia; widoczność była znacznie zmniejszona ze względu na wysoką koncentrację zawiesiny minerałów i pływające w wodzie wielkie maty bakteryjne. Bakterie, które żywią się rozpuszczonymi składnikami odżywczymi, przystąpiły już do kolonizacji nowych źródeł hydrotermalnych w Pele’s Pit (które powstały po zniszczeniu starych kominów); mogą one być wykorzystane do identyfikacji substancji, które wydostają się z nowo powstałych kominów. Próbki bakterii zostały pobrane do dalszej analizy w laboratorium. Na szczycie na krótko umieszczono obserwatorium sejsmiczne, które później miała zastąpić stała stacja.
Zmiany ukształtowania góry po erupcji z 1996 roku zostały zbadane poprzez wielokrotne kartowanie z użyciem echosondy wielowiązkowej. Stwierdzono także zmiany w bilansie energetycznym i składzie mineralnym płynów emitowanych przez kominy hydrotermalne. Zdalnie sterowany batyskaf Pisces V, zdolny do pracy do głębokości 2000 m, pozwolił naukowcom zbadać pobrać próbki wody z kominów hydrotermalnych, mikroorganizmów i minerałów osadzonych w tym środowisku.

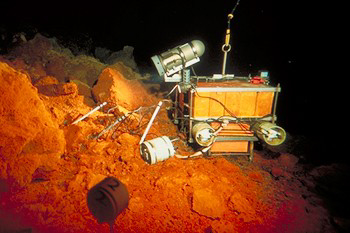
Obserwatorium dna oceanu (OBO) przy Pele’s Vents

W 1997 naukowcy z Uniwersytetu Hawajskiego umieścili na szczycie Kama‘ehuakanaloa pakiet instrumentów badawczych, tzw. obserwatorium dna oceanu (OBO, Ocean Bottom Observatory). Zostało ono nazwane HUGO (Hawaiʻi Undersea Geological Observatory). Było ono połączone światłowodem z wybrzeżem odległym o 34 km. Obserwatorium dostarczało w czasie rzeczywistym danych sejsmicznych i chemicznych, a także obrazów; góra Kama‘ehuakanaloa stała się obiektem międzynarodowych badań nad wulkanizmem podmorskim. Przewód zasilający HUGO zerwał się w październiku 1998; w styczniu następnego roku do obserwatorium dotarł zdalnie sterowany robot Pisces V. Obserwatorium funkcjonowało jeszcze do 2002 roku.
W latach 2006–2009, organizowane były rejsy poświęcone badaniom mikrobiologicznym finansowane przez National Science Foundation oraz Microbial Observatory Program, pod nazwą Fe-Oxidizing Microbial Observatory (FeMO). Pierwszy rejs odbywał się od 22 września do 9 października 2006, wykorzystywał statek badawczy R/V Melville i batyskaf JASON2. Badania dotyczą chemoautotroficznych bakterii utleniających żelazo, które skolonizowały Kama‘ehuakanaloa. Wody hydrotermalne zawierają dużą ilość CO2 i jonów żelaza, za to mało siarczków, przez co sprzyjają rozwojowi tych bakterii.

## Ekologia

### Geochemia kominów hydrotermalnych
| Nazwa zgrupowania kominów | Głębokość | Położenie                      | Uwagi                    |
| ------------------------- | --------- | ------------------------------ | ------------------------ |
| Pele’s                    | 1000 m    | Szczyt                         | Zniszczone w 1996        |
| Kapo’s                    | 1280 m    | Górna część południowego ryftu | Nieaktywne               |
| Forbidden                 | 1160 m    | Pele’s Pit                     | Temperatura ponad 200 °C |
| Lohiau („powolne”)        | 1173 m    | Pele’s Pit                     | 77 °C                    |
| Pahaku („skaliste”)       | 1196 m    | Południowa strefa ryftu        | 17 °C                    |
| Ula („czerwone”)          | 1099 m    | Południowa strona szczytu      | Rozproszona emisja       |
| Maximilian                | 1249 m    | Zachodnia strona szczytu       | Rozproszona emisja       |
| Naha                      | 1325 m    | Południowa strefa ryftu        | 23 °C                    |

Położenie Kama‘ehuakanaloa w centrum Pacyfiku i jej złożony system hydrotermalny sprawiają, że występuje tam bogaty ekosystem mikroorganizmów. Obszary silnej emisji płynów hydrotermalnych znajdują się na dnie krateru i północnym zboczu oraz w pobliżu szczytu góry. Aktywne kominy zostały odkryte w latach 80. XX wieku i okazały się być bardzo podobne do występujących na grzbietach śródoceanicznych, z podobną geochemią i zakresem temperatur. Dwa największe pola kominów, położone na szczycie góry, zostały nazwane Pele’s Vents i Kapo’s Vents, na cześć hawajskiej bogini Pele i jej siostry Kapo. Temperatura wypływającej z nich wody to zaledwie około 30 °C. Erupcja z 1996 i zapadnięcie się Pele’s Vents zmieniła sytuację, pojawiły się wypływy hydrotermalne o wysokiej temperaturze; w 1996 roku stwierdzono temperatury dochodzące do 77 °C.

### Mikroorganizmy
Kominy znajdują się na głębokościach od 1100 do 1325 m pod powierzchnią morza, a temperatury wypływających wód mieszczą się w zakresie od 10 do ponad 200 °C. Wody cechuje duże stężenie CO2 (do 17 mM) i żelaza, przy niskiej zawartości siarczków. Niska zawartość tlenu i poziom pH przyczyniają się do utrzymywania dużej koncentracji żelaza, charakterystycznej cechy wód hydrotermalnych Kama‘ehuakanaloa. Te cechy sprawiają, że środowisko sprzyja rozwojowi bakterii żelazistych, takich jak Mariprofundus ferrooxydans, jedyny przedstawiciel klasy Zetaproteobacteria. Skład substancji jest podobny do znanego z głębokomorskich kominów hydrotermalnych typu black smokers, będących siedliskiem ekstremofilnych archeonów. Obserwowane w ciągu dwóch lat rozpuszczanie i utlenianie minerałów wskazuje, że siarczany nie są trwałe w tym środowisku.
Złożone społeczności mat mikrobialnych otaczają kominy i pokrywają zapadlisko Pele’s Pit. Należące do NOAA centrum badawcze HURL (Hawaiʻi Undersea Research Laboratory) monitoruje i bada kominy hydrotermalne i ich ekosystemy.
Wyprawa ufundowana przez National Science Foundation (NSF) w 1999 r. stwierdziła występowanie mat mikrobialnych w pobliżu wypływów wody o temperaturze 160 °C i odkryła nieznane zwierzę podobne do meduzy. Zebrane próbki zostały dostarczone do centrum badawczego NSF, Marine Bioproducts Engineering Center. W 2001 roku robot Pisces V również zebrał próbki organizmów do badań na powierzchni.
Centra badawcze NOAA i NSF współpracują przy pobieraniu i badaniu lokalnych ekstremofili, bakterii i archeonów. Czwarty rejs badawczy FeMO (Fe-Oxidizing Microbial Observatory) odbył się w październiku 2009.

### Większe organizmy
Życie makroskopowe w wodach otaczających Kama‘ehuakanaloa nie jest tak bogate jak na innych, mniej aktywnych górach podmorskich. Do żyjących tam ryb należy żabnica Sladenia remiger i węgorzokształtny członek rodziny Synaphobranchidae. Do lokalnych bezkręgowców należą dwa gatunki występujące endemicznie w otoczeniu kominów hydrotermalnych – krewetka Opaepele loihi z rodziny Alvinocarididae (opisana w 1995) oraz rurkoczułkowiec. Zwierzęta te nie były widziane podczas nurkowań po wstrząsach sejsmicznych z 1996 roku i nie wiadomo, jaki wpływ miały wstrząsy na populacje tych gatunków.